# Chuma-Nunatak
Der Chuma-Nunatak (bulgarisch нунатак Хума nunatak Chuma) ist ein 580 m hoher und felsiger Nunatak im Süden der Trinity-Halbinsel des Grahamlands auf der Antarktischen Halbinsel. Er ragt im westlichen Teil des Sawera-Schneefelds 2,73 km südlich des Petkow-Nunataks, 13,18 km nordwestlich des Mount Wild, 4,64 km ostnordöstlich des Gipfels des Kopito Ridge und 6,69 km ostsüdöstlich des Lobosh Peak in den nordöstlichen Ausläufern des Detroit-Plateaus auf.
Die bulgarische Kommission für Antarktische Geographische Namen benannte ihn 2010 nach der Ortschaft Chuma im Nordosten Bulgariens.